# James McBride
James McBride (Nueva York, 11 de septiembre de 1957) es un escritor y músico estadounidense. En 2013 recibió National Book Award por su novela El pájaro carpintero (The Good Lord Bird en inglés).
Dos de sus obras han sido llevadas al cine por Spike Lee: Miracle at St. Anna y Red Hook Summer.
El presidente Barack Obama otorgó a McBride la Medalla Nacional de Humanidades del 2015 «por humanizar la complejidad del debate racial en los Estados Unidos».

## Biografía
Su padre, el Reverendo  Andrew D. McBride, de origen afroamericano, murió de cáncer a la edad de 45, pocos meses antes de que naciera James. Su madre, Ruchel Dwajra Zylska, una inmigrante polaca judía, aunque convertida al cristianismo al casarse con el reverendo, quedó viuda con 35 años de edad y siete hijos más otro, James, que venía de camino. Al año siguiente volvió a casarse y adoptó el nombre de Ruth McBride Jordan.
McBride creció en las viviendas sociales de Red Hook en Brooklyn. En su obra de 1995 The Color of Water: A Black Man's Tribute to His White Mother describe su historia familiar y su relación con su madre.
McBride estudió y se graduó en composición musical en el  The Oberlin Conservatory of Music de Ohio y recibió un Master en Periodismo por la Universidad de Columbia de Nueva York en 1979.
Como periodista, McBride trabajó en muchas publicaciones muy conocidas como The Boston Globe, The Washington Post, Wilmington News Journal, y People.  Y escribió colaboraciones con otros muchos.

## Obra

### Literatura y cine
McBride es bien conocido por su libro de memorias de 1995, el exitoso libro El Color del Agua, en que describe su vida en una gran familia pobre afroamericana férreamente dirigida por su madre blanca. La madre de McBride era muy estricta y la hija de un ortodoxo rabino. Durante su primer matrimonio con el reverendo Andrew McBride, se convirtió al cristianismo y se convirtió en una cristiana devota. El libro ese mantuvo más de dos años en la lista de los más vendidos de The New York Times y se ha convertido en un clásico estadounidense. Se lee en las escuelas secundarias y universidades de América. Se ha traducido a 16 idiomas y vendido más de 2,5 millones de copias. Recibió por esta obra el Premio Anisfield-Wolf Book de no ficción.
En 2003, publicó una novela, Miracle at St. Anna, basada en la historia de la 92.ª División de Infantería en la campaña italiana desde mediados de 1944 a abril de 1945. En 2008, el libro fue adaptado por él mismo para la película Miracle at St. Anna, dirigida por Spike Lee y estrenada el 26 de septiembre de 2008.
Su novela de 2008, Song Yet Sung, trata sobre una mujer esclava que tiene sueños sobre el futuro y una amplia gama de negros liberados, personas esclavizadas y blancos cuyas vidas se unen en la odisea que rodea las últimas semanas de la vida de esta mujer. Harriet Tubman sirvió de inspiración para el libro, y proporciona una descripción ficticia de un código de comunicación que esclaviza a las personas que se utilizan para ayudar a los fugitivos a alcanzar la libertad. El libro estaba basado en hechos de la vida real que ocurrieron en la costa este de Maryland.
En 2012, McBride coescribió y coprodujo  Red Hook Summer  (2012) con Spike Lee.
En agosto de 2013 sale a la venta The Good Lord Bird (El pájaro carpintero). En la obra se narra, desde el prisma de un niño negro liberado de la esclavitud, la vida del conocidísimo y controvertido abolicionista John Brown. Por este libro, el autor ganó el  National Book Award 2013 de ficción.  En 2020,  Ethan Hawke y Jason Blum adaptaron la obra para la televisión.
El 22 de septiembre de 2016, el presidente Barack Obama le otorgó a McBride la Medalla Nacional de Humanidades 2015 por humanizar las complejidades de discutir la raza en los Estados Unidos.
En 2017 sale a la luz Five-Carat Soul, un libro con cinco historias cortas.
Su libro Deacon King Kong, ambientado en Brooklyn en los años 1960s, ganó el Premio Thurber en 2021.

### Música
McBride es el saxo tenor de Rock Bottom Remainders, un grupo de escritores de grandes éxitos dedicados a la música como afición. En julio de 2013, sacaron a la luz Hard Listening.